# Candy Apple Grey
Candy Apple Grey – szósty album zespołu Hüsker Dü wydany w marcu 1986 przez wytwórnię Warner Bros. Materiał nagrano między październikiem 1985 a styczniem 1986 w Nicollet Studios w Minneapolis.

## Lista utworów
1. „Crystal” (B. Mould) – 3:28
2. „Don't Want to Know If You Are Lonely” (G. Hart) – 3:29
3. „I Don't Know for Sure” (B. Mould) – 2:27
4. „Sorry Somehow” (G. Hart) – 4:25
5. „Too Far Down” (B. Mould) – 4:37
6. „Hardly Getting Over It” (B. Mould) – 6:02
7. „Dead Set on Destruction” (G. Hart) – 2:59
8. „Eiffel Tower High” (B. Mould) – 2:49
9. „No Promise Have I Made” (G. Hart) – 3:39
10. „All This I've Done for You” (B. Mould) – 3:09

## Skład
- Bob Mould – śpiew, gitara, instr. klawiszowe, instr. perkusyjne
- Greg Norton – gitara basowa
- Grant Hart – śpiew, perkusja, instr. klawiszowe, instr. perkusyjne

produkcja
- Steven Fjelstad – inżynier dźwięku
- Howie Weinberg – mastering
- Bob Mould – producent
- Grant Hart – producent